# Interpol (muzička grupa)
Interpol je američki indi rok bend osnovan 1997. godine u Njujorku. Prvobitni sastav benda je Pol Benks (vokal, gitara), Daniel Kesler (gitara, vokal), Karlos Dengler (bas gitara, klavijature) i Sem Fogarino (bubnjevi, perkusije). 
Interpol je jedan od bendova koji se povezuju sa njujorškom indi muzičkom scenom, koja je proizašla iz post-pank rivajvla 2000-tih. Zvuk benda je generalno mešavina bas udaraca i ritmične, harmonizovane gitare, i podseća na post-pank bendove kao što je Džoj Divižn. Što se tiče tekstova pesama, njihovi autori su svi članovi benda.
Prvi album benda Interpol, „Turn on the Bright Lights“ našao se na desetoj poziciji NME-ove liste najboljih albuma 2002. godine, kao i na prvom mestu Pitchfork Media Top 50 Albuma 2002.

## Istorija

### Formiranje benda
Interpol su formirali Daniel Kesler i bubnjar Greg Drudi. Kesler je upoznao Karlosa Denglera na času filozofije na njujorškom univerzitetu, i pitao ga da li svira neki instrument. Kasnije, Kesler je naleteo na Pola Benksa (koga je najpre upoznao u Francuskoj) u Ist Vilidžu, gde su razgovarali o saradnji. Bend je na početku imao problema oko izbora imena. "Momci, skupili smo dosta mase, ali kao... nemamo ime, pa niko ne zna koga da dođe ponovo da sluša", rekao je Kesler. Pre nego što su se konačno opredelili za ime Interpol, članovi benda su razmatrali i imena „Las Armas“ i „The French Letters“.
Godine 2000,, nakon izdanja EP-a „Fukd I.D. 3“, Greg Dradi je napustio bend. Kesler je na njegovo mesto doveo Sema Fogarina, koji je radio u lokalnoj seknd hend prodavnici.

### Potpisivanje ugovora za Matador Rekords
Nakon samo-izdanja nekoliko EP-eva između 1998. i 2002, bend je potpisao ugovor sa indi izdavačkom kućom Matador records, početkom 2002. godine. Prvo izdanje je sadržalo ponovo snimljene verzije pesama "PDA" i "NYC", i izdato je juna iste godine. Album „Turn on the Bright Lights“ je takođe objavljen 2002 godine. Snimljen je u Tarnkin studiju (engl. Tarkin Studios) u Bridžportu u Konektikatu, i album je bilo veoma lako uporediti sa post-pank grupama ranih osamdesetih, posebno sa Džoj Divižnom. Ploča je tokom dve godine bila prodata u 300,000 primeraka. Bend se ponovo okupio krajem 2003, kako bi počeli sa ponovnim probama za naredni album, ponovo u Tarkin studiju. Interpol su izdali njihov drugi album „Antics“ 2004. godine. Album je prodat u 350,000 kopija u prva četiri meseca nakon izdanja. Pesme „Slow Hands“, „Evil“ i „C'mere“ su se našle na 36, 18. i 19. mestima liste „UK Top 40 hits“.
Kada je album objavljen, bend je ponovo otišao na turneju, koja je sadržala više datuma i veća odredišta. „Antics“ turneja je trajala skoro 18 meseci, uključujući i određeni broj nastupa zajedno sa U-2 i The Cure. Po završetku turneje, bend je napravio samo tri meseca pauze. Dok su bili na putu, izdali su pesmu „Direction“, napisanu za seriju „Six Feet Under“ kuće HBO.

### Prelazak u Kepitol Rekords
Krajem marta 2006. godine, bubnjar Sem Fogarino je potvrdio da bend u studiju radi na novom materijalu. U intervjuu za Pičfork Fogarino je rekao da se sve odvija prema predviđenom planu, i da su svi članovi veoma uzbuđeni.
Fogarino je takođe demantovao glasine o tome da je bend potpisao ugovor sa kućom Interskoup Rekords, ali je i potvrdio da su napustili Matador u potrazi za novim izdavačem. 14. avgusta je na njihovom zvaničnom veb sajtu potvrđeno da su potpisali ugovor sa kućom Kapitol Rekords, što je i kuća Matador potvrdila septembra u saopštenju za javnost na svom veb sajtu.
Album „Our Love to Admire“ je objavljen jula 2007. godine. Ovo je njihov prvi album koji je snimljen u Njujorku, i prvi u čijem su se aranžmanu našle klavijature. Bend je nameravao da nakon izdavanja albuma počne sa podužom turnejom, koja bi počela nastupima na letnjim festivalima u Sjedinjenim Državama i Evropi. Avgusta, Interpol je bio glavni izvođač na Lolapaluza (engl. Lollapalooza) festivalu u Čikagu.

### Solo Projekti
1. avgusta 2009. godine, pevač i gitarista benda Interpol, Pol Benks, je pod pseudonimom Džulijen Plenti izdao svoj prvi solo album „Julian Plenti is... Skyscraper“[7]. Album je snimam u Sisajd Laundžu u Bruklinu i u Elektrik Ledi studiju na Menhetnu. Album je izdat za kuću Matador Rekords.

### Četvrti album
6. marta 2009. Interpol su na svom veb sajtu objavili da rade na pesmama za četvrti album koji će izaći u septembru 2010.godine. Takođe su objavili da Karlos Dengler više neće učestvovati u radu benda.

## Diskografija

### Studijski albumi
- (2002)
- (2004)
- (2007)
- (2010)

### EP-evi
- (1998, samo-izdanje)
- (11.12.2000, Chemikal Underground)
- (1.1.2001, samo-izdanje)
- (4.6.2002, Matador Records)
- (26.8.2003, EMI)
- (22.11.2005, Matador)
- Interpol: Uživo u Astoriji EP (27.11.2007, Capitol Records)

### Singlovi
| Godina | Naziv    | Pozicija na listi | Pozicija na listi | Pozicija na listi | Album                  |
| Godina | Naziv    | „“                | „“                | „“                | Album                  |
| ------ | -------- | ----------------- | ----------------- | ----------------- | ---------------------- |
| 2002   | /        | -                 | -                 | 170               |                        |
| 2002   |          | -                 | -                 | 72                |                        |
| 2003   |          | -                 | -                 | 65                |                        |
| 2003   | (remiks) | -                 | -                 | 41                |                        |
| 2004   |          | -                 | 15                | 36                |                        |
| 2005   |          | -                 | 24                | 18                |                        |
| 2005   |          | -                 | -                 | 19                |                        |
| 2005   |          | -                 | -                 | -                 | „samo kao radio singl“ |
| 2007   |          | 18                | 11                | 22                |                        |
| 2007   |          | -                 | -                 | 44                |                        |
| 2007   |          | -                 | -                 | -                 |                        |

## Članovi benda

### Trenutni članovi
- Pol Benks – vokal, gitara
- Daniel Kesler – vokal, gitara
- Sem Fogarino – bubnjevi, perkusije

### Bivši članovi
- Greg Dradi – bubnjevi
- Karlos Dengler – bas gitara, klavijature

### Trenutni članovi na živim nastupima
- David Pajo - bas gitara
- Brandon Curtis - klavijature, vokal

## Nastupi u Srbiji
| Datum            | Mesto   | Prostor                            | Napomene | Izv.         |
| ---------------- | ------- | ---------------------------------- | -------- | ------------ |
| 13. avgust 2017. | Beograd | Kalemegdan (rov kod Vojnog muzeja) | —        | [ 9 ] [ 10 ] |

## Spoljašnje veze
- Zvanični veb sajt benda
- MySpace stranica (језик: енглески)
- Recenzija albuma Antics na VIP.music portalu Архивирано на веб-сајту  (20. април 2008) (језик: хрватски)
- Recenzija albuma Our Love to Admire na Popboksu (језик: српски)
- Intervju sa Polom Benksom na Popboksu (језик: српски)
- Hronološki raspored koncerata
- Članak o bendu, Jul 2007